# Abelia macrotera
Abelia macrotera là một loài thực vật có hoa trong họ Kim ngân. Loài này được Karl Otto Robert Peter Paul Graebner công bố mô tả khoa học đầu tiên năm 1900 dưới danh pháp Linnaea macrotera, dựa theo mô tả trước đó của ông và Johannes Buchwald. Năm 1911 Alfred Rehder chuyển nó sang chi Abelia.
Loài này nằm trong tổ hợp loài Abelia uniflora, vì thế năm 2013 khi chuyển các loài trong chi này sang chi Linnaea thì Maarten Christenhusz tạm thời gộp toàn bộ các loài trong tổ hợp loài Abelia uniflora thành một loài duy nhất là Linnaea uniflora. Tuy nhiên, dù chấp nhận quan điểm mở rộng chi Linnaea nhưng Plants of the World Online vẫn công nhận Linnaea macrotera như là một loài tách biệt, có tại miền trung và miền nam Trung Quốc.
Thực vật chí Trung Hoa (Flora of China) gộp cả Abelia engleriana trong A. macrotera. Tên tiếng Trung: 二翅六道木 (nhị sí lục đạo mộc).

## Thứ
Loài này có 7 thứ được ghi nhận.
- Abelia macrotera var. deutziifolia (H.Lév.) Landrein (đồng nghĩa với Abelia deutziifolia (H.Lév.) H.Lév.) – trung nam Trung Quốc
- Abelia macrotera var. engleriana (Graebn.) Landrein (đồng nghĩa với Abelia engleriana (Graebn.) Rehder, Abelia koehneana (Graebn.) Rehder, và Abelia longituba Rehder) – bắc-trung và nam-trung Trung Quốc
- Abelia macrotera var. henanensis Landrein – tỉnh Hà Nam của đông nam Trung Quốc
- Abelia macrotera var. macrotera (đồng nghĩa với Abelia fargesii Nakai, Abelia graebneriana Rehder, Abelia schischkinii Golubk., Abelia verticillata H.Lév.) – miền trung và miền nam Trung Quốc
- Abelia macrotera var. mairei (H.Lév.) Landrein (đồng nghĩa với Abelia mairei H.Lév.) –  Vân Nam ở trung nam Trung Quốc
- Abelia macrotera var. myrtilloides (Rehder) Landrein (đồng nghĩa với Abelia myrtilloides Rehder) – Tứ Xuyên ở trung nam Trung Quốc
- Abelia macrotera var. zabelioides Landrein – Tứ Xuyên ở trung nam Trung Quốc